# Ballinroad
Ballinroad är en ort i republiken Irland.   Den ligger i grevskapet Loch Garman och provinsen Leinster, i den östra delen av landet, 90 km söder om huvudstaden Dublin. Ballinroad ligger 130 meter över havet och antalet invånare är 1 097.
Terrängen runt Ballinroad är huvudsakligen platt. Ballinroad ligger uppe på en höjd.Runt Ballinroad är det ganska glesbefolkat, med 34 invånare per kvadratkilometer. Närmaste större samhälle är Enniscorthy, 10,4 km väster om Ballinroad. Trakten runt Ballinroad består i huvudsak av gräsmarker.